# Баложи (остановочный пункт)
Ба́ложи (латыш. Baloži) — железнодорожный остановочный пункт на линии Рига — Елгава. Находится в Олайнской волости Олайнского края, близ посёлка Стуниши. Платформа расположена приблизительно в 4 км от города Баложи. Здесь останавливаются электропоезда, следующие маршрутом Рига — Елгава. Открыт в 1907 году.

## История
Поначалу остановка называлась «Ролбушас платформа». Во время Первой мировой войны от платформы была проложена узкоколейная ветка в сторону Даугавы, просуществовавшая недолго. Позже остановка была переименована в Дзени. В 1950 годах существовала узкоколейка от платформы на баложскую торфяную фабрику (разобрана в 1970 годах). В советское время Баложи была станцией с приёмо-отправочными путями и грузовым тупиком. Теперешнее пассажирское здание станции из силикатного кирпича — также советской постройки. В 2014 году здание используется как жилой дом. В 2003 году станция была переоборудована в остановочный пункт, все вспомогательные пути разобраны. Сохранился перрон бывшего первого пути, водонапорная башня, обшитая жестью и недействующий входной светофор с перегона Торнякалнс — Баложи.

## Фотогалерея

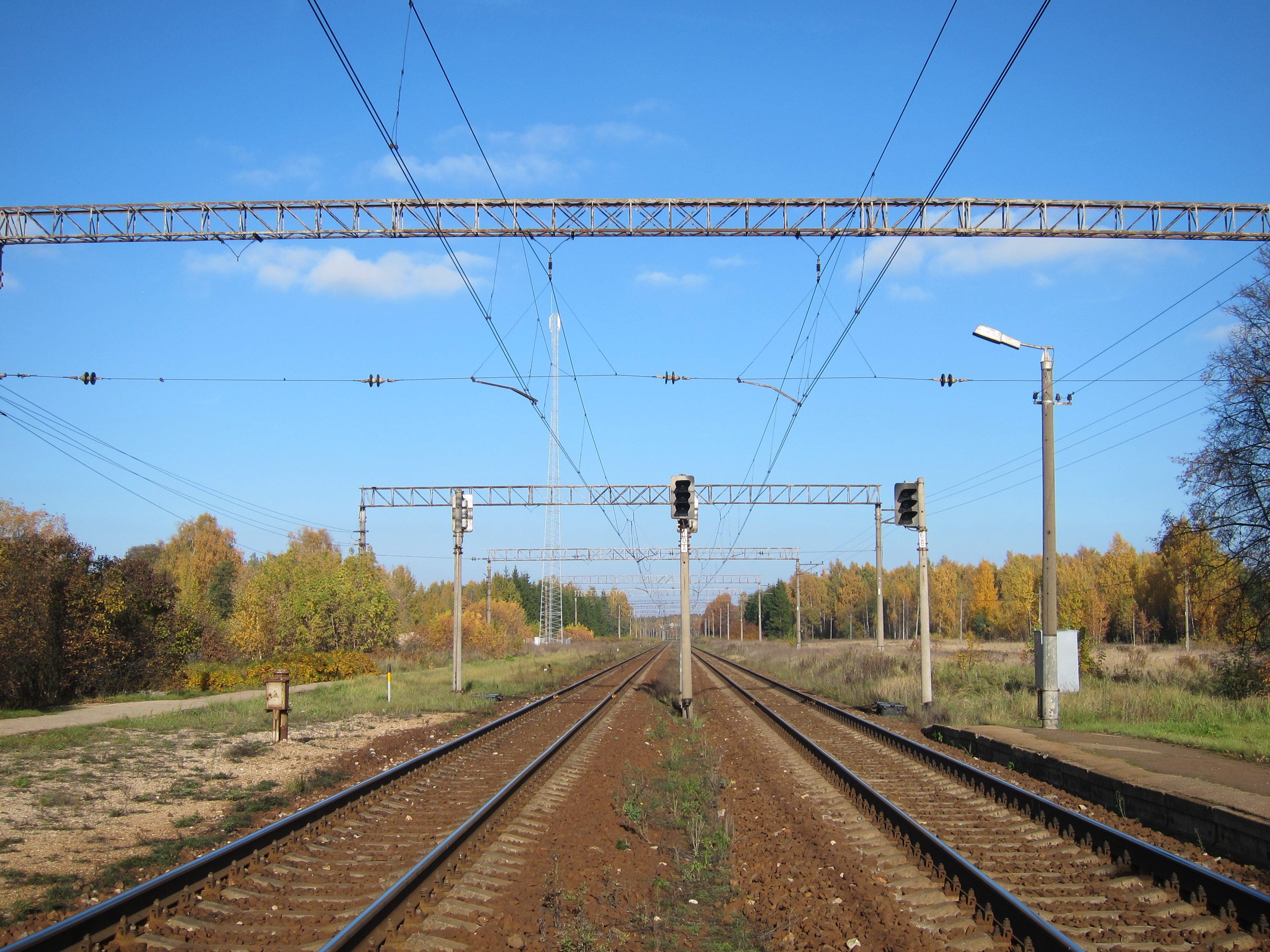
Вид в направлении Торнякалнса
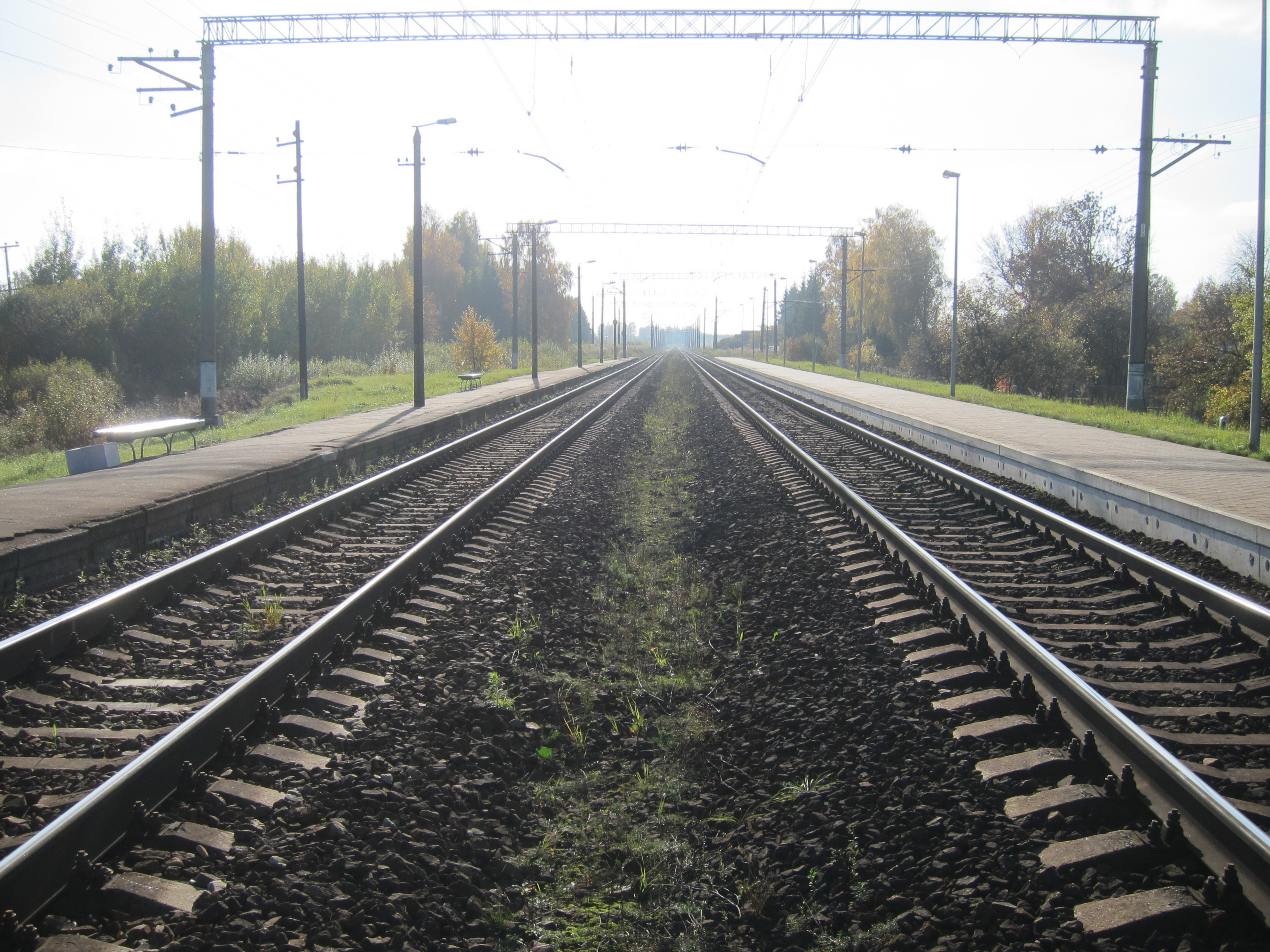
Вид в направлении Олайне
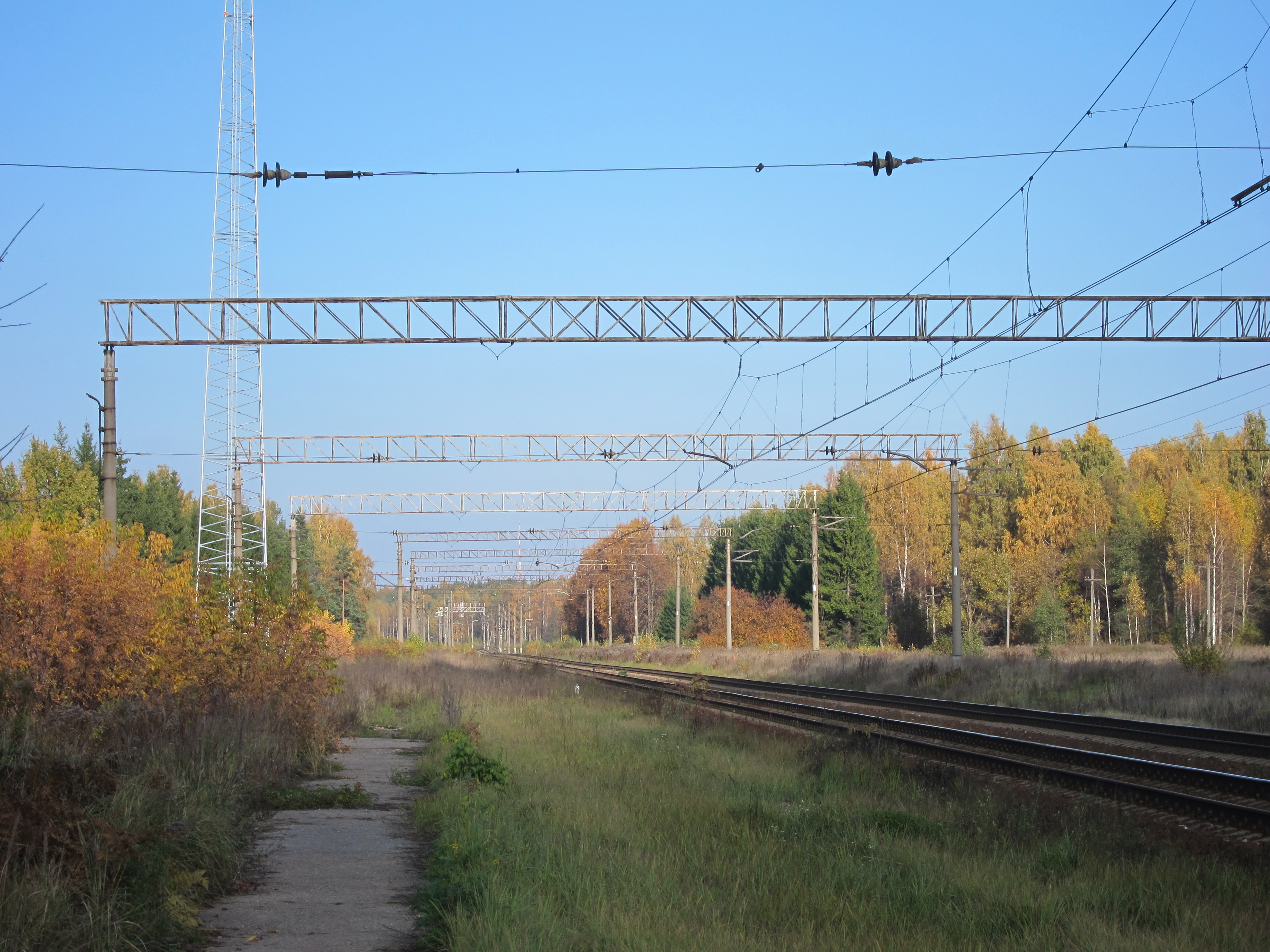
Здесь располагался первый путь станции Баложи
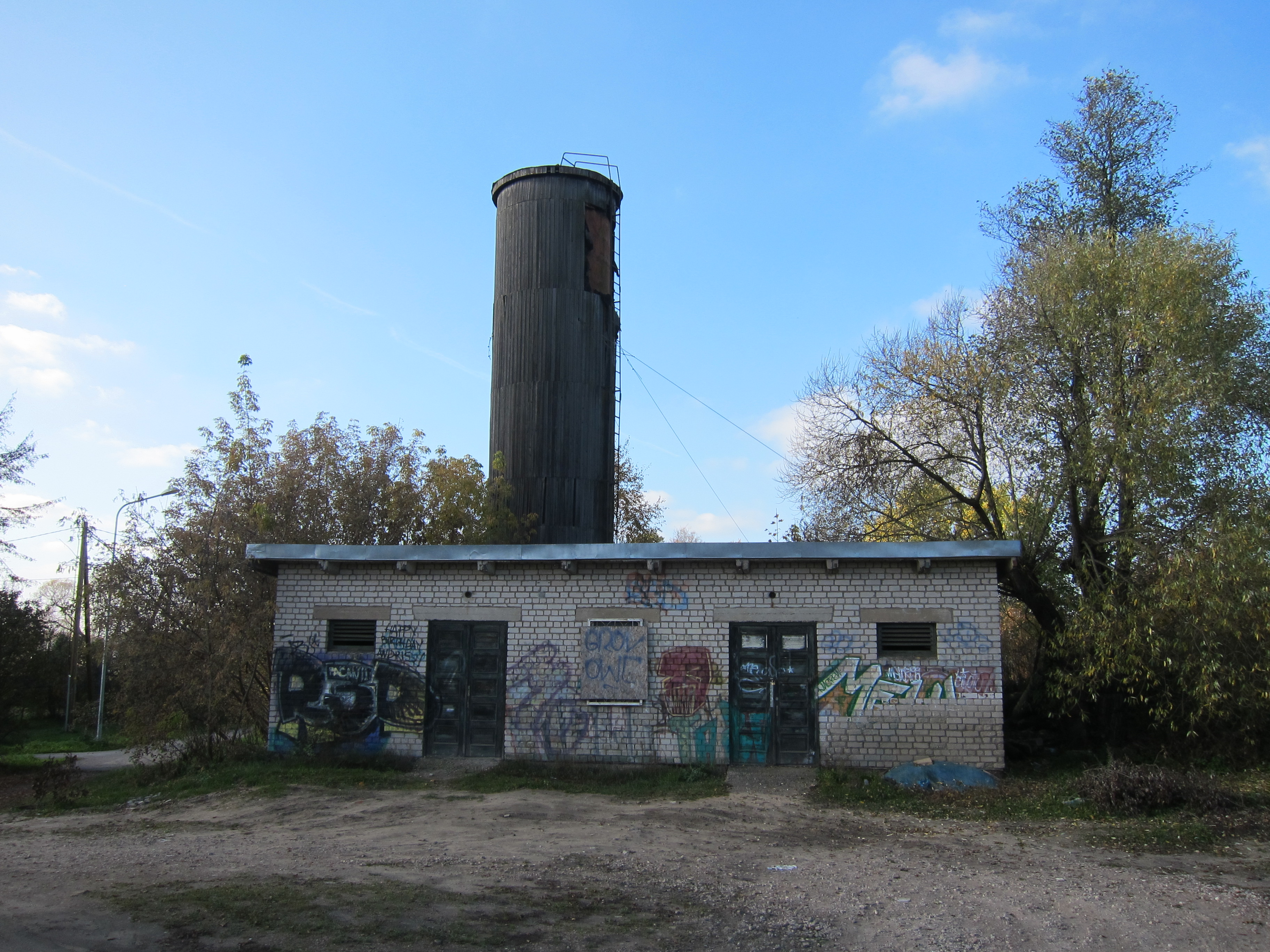
Хозпостройка и водонапорная башня
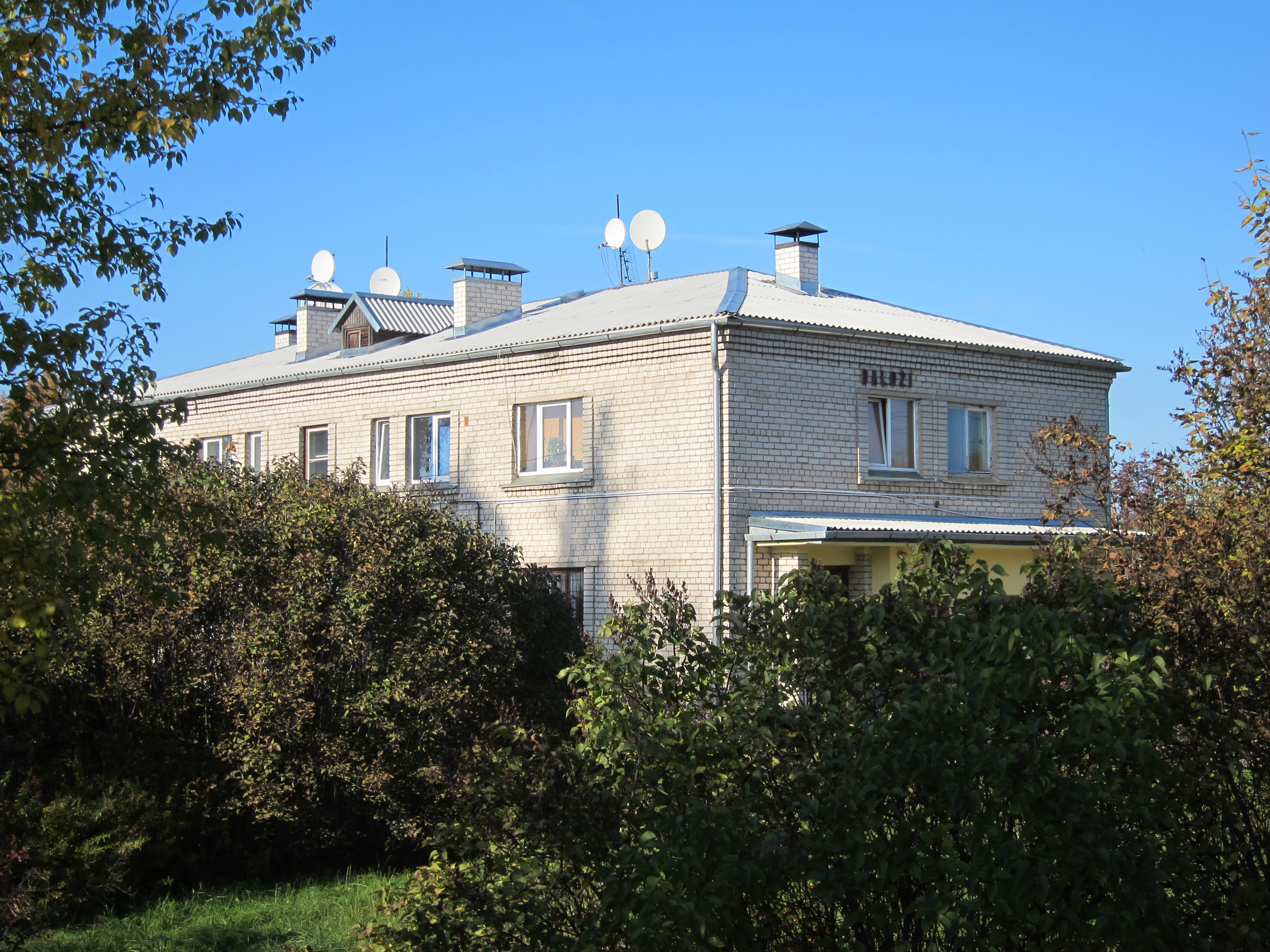
Пассажирское здание